# Богдан Цвијетић
Богдан Цвијетић (Бања Лука, 1. март 1933) је бивши југословенски рукометаш.
Један је један од најбољих рукометаша свог времена. Проглашен је за рукометног Шекуларца. У анкети вођеној у ужем кругу рукометаша на тему избора најбоље поставе РК Црвена звезда добијен је састав у коме је улога средњег бека припала Богдану Цвијетићу, у друштву Дејана Перића на голу, Драгана Шкрбића на пивоту, са Браниславом Покрајцем и Жикицом Милосављевићем на крилима, и Јовицом Цветковићем и Миланом Лазаревићем на десном и левом беку.

## Успеси
- Првенство Југославије: 2-шампион
  - 1955 , 1956
- Куп Југославије: 1-шампион
  - 1956